# Dichiarazione di Roma
La dichiarazione di Roma è un documento politico con cui, in occasione dei sessant'anni dall'avvio del processo di integrazione dell'Europa, 27 Paesi membri dell'Unione europea su 28 (assente il Regno Unito, in procinto di intraprendere i negoziati per l'uscita dall'UE) e le istituzioni politiche dell'Unione - Consiglio europeo, Parlamento e Commissione - hanno solennemente rinnovato gli impegni sottoscritti dai padri fondatori della CEE nel 1957.
Il testo è stato firmato il 25 marzo 2017 nella sala degli Orazi e dei Curiazi del Palazzo dei Conservatori di Roma.